# Холодильник.ру
Холодильник.ру — российский интернет-магазин бытовой техники и электроники.

## Собственники и руководство

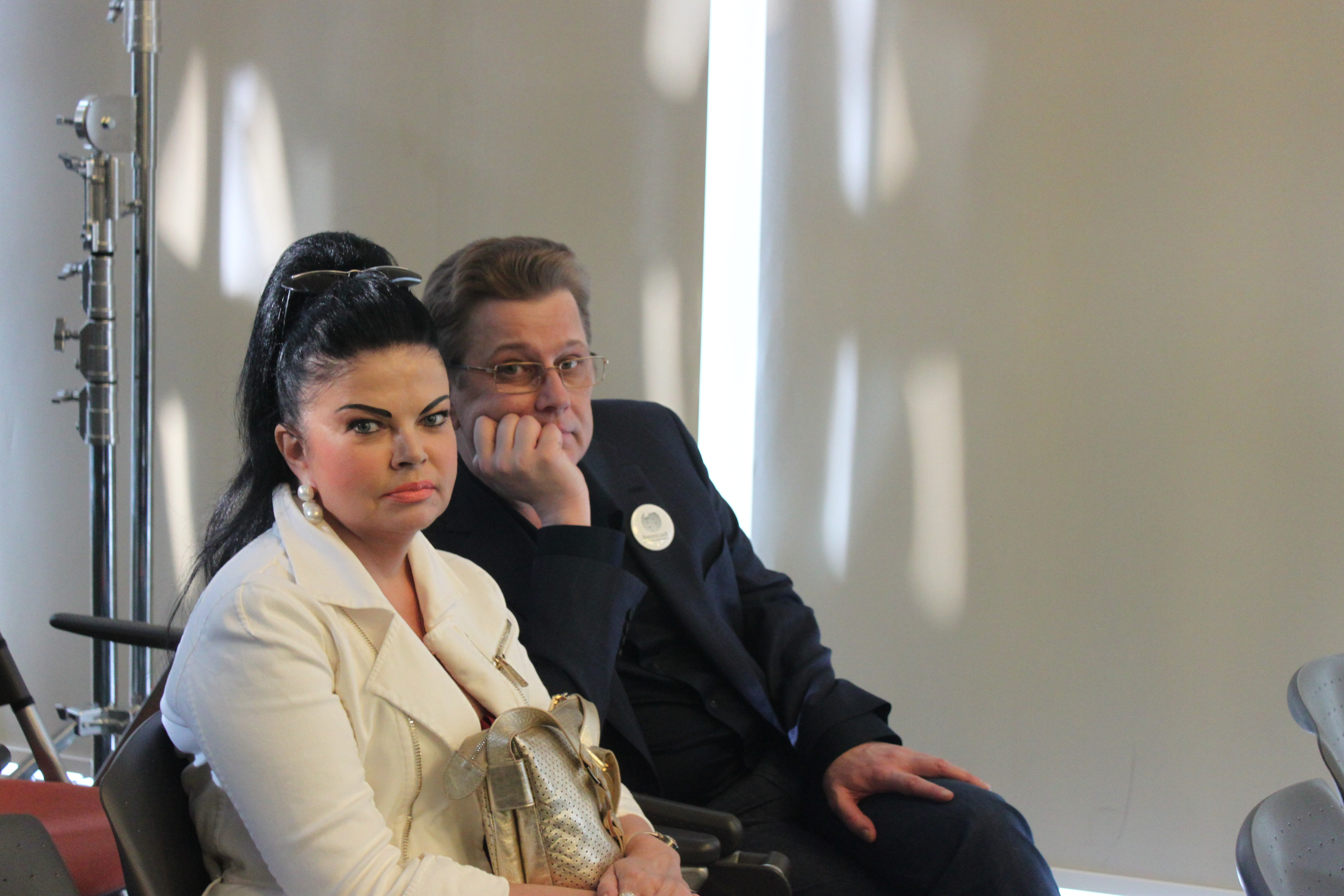
Валерий Ковалёв с женой Светланой, 2017

Основателю и главе компании Валерию Ковалёву и его жене Светлане принадлежит 72 % «Холодильник.ру», ещё 28 % — у третьего партнёра сооснователя и генерального директора компании Дмитрия Фомичёва.
Некоторые источники заявляют о более сложной структуре собственности на интернет-магазин «Холодильник.ру» и аффилированный с ним торговый дом «Эдил Импорт».
31 декабря 2021 года Валерий Ковалёв скончался от острой коронарной недостаточности.

## Показатели деятельности
В рейтинге Forbes «30 крупнейших компаний Рунета-2013» компания заняла шестое место. Выручка по итогам 2012 года составила 8 миллиардов рублей.
В 2014 году, по данным «Forbes», «Холодильник.ру», имевший выручку 310 миллионов долларов, находился на шестом месте среди 20 крупнейших интернет-магазинов России. Выручка за 2020 год превысила 25 миллиардов рублей.